# خالد النيال
خالد كمال محمود النيال (1967 - 10 مارس 2023) هو رجل أعمال مصري.

## مسيرته
- مؤسس شبكة العمل الدولية. [1]
- أول من ادخل التايم شير للشرق الأوسط>
- يعتبر من مطوري ومن الأعمدة الأساسية في نمو السياحة في مصر.
- رئيس ” مودكوسيد ” و ” كونتيننتال ” للقرى والمنتجعات السياحية افتتاحها في يونيو واكتوبر 2012.[2]
- الرئيس التنفيذي السابق لمجموعة جولدن جيت تدشن هوليديز للسياحة.
- رئيس مجلس إدارة شركة هداج خالد النيال [3]

امتلك خالد شركات تسويق عقاري وشركات سياحه وتقوم شركات التسويق هذه بعرض شاليهات للتمليك بالقرى السياحية مع تقيد هذا التمليك بنظام التايم شير وهذا النظام يسمح بالإقامة مرة واحدة في السنة لمدة أسبوع مجاناً على أن يتم الحجز قبل فترة لا تقل عن 45 يوم وفى الأعياد بفترة لا تقل عن 90 يوم وقيمة الشاليه في المتوسط 50 ألف جنيه تدفع على أقساط مقابل التوقيع على كمبيالات يذكر فيها صراحة تحمل المسئولية الجنائية في حالة عدم الدفع ولا يسمح لمالك الشاليه بتسجيل الشاليه بالشهر العقاري لإنها مشاركة بالوقت وليست تملك عقاري.

## حبسه
قام بعض المقربين منه بتحريض العملاء عليه ليقوموا بتحرير محاضر ضده، ونتج تراكم القضايا عليه دون أن يعلم عنها شيئاً، حيث كان عنوان بطاقة رقمه القومى، هو عنوان محاميه، إلى أن صارت أحكام نهائية لا يمكن الطعن عليها ومات في سجن طرة في 10 مارس 2023.

## جوائز
- قامت مصر للطيران بتكريم كبرى وكالات السفر والسياحة الأعلى مبيعات فى عام 2012 لرئيس مجلس إدارة شركة نت وورك ترافل انترناشيونال خالد، درع مصر للطيران لأعلى خمس شركات حققت أعلى مبيعات عن عام 2012.
- سلم الملك محمد السادس ملك المملكة المغربية في مؤتمر المستثمرين العرب والتعاون الدولي درع تقدير لخالد لدورة في دعم القطاع السياحي و التنمية المستدامة بالوطن العربي.

## وفاته
إثر أزمة صحية توفي خالد النيال الجمعة 10 مارس سنة 2023 داخل محبسه، بسجن طرة.

## وصلات خارجية
الموقع الرسمي